# 948 Юкунда
948 Юкунда (948 Jucunda) — астероїд головного поясу, відкритий 3 березня 1921 року.
Тіссеранів параметр щодо Юпітера — 3,205.